# Ehrendal

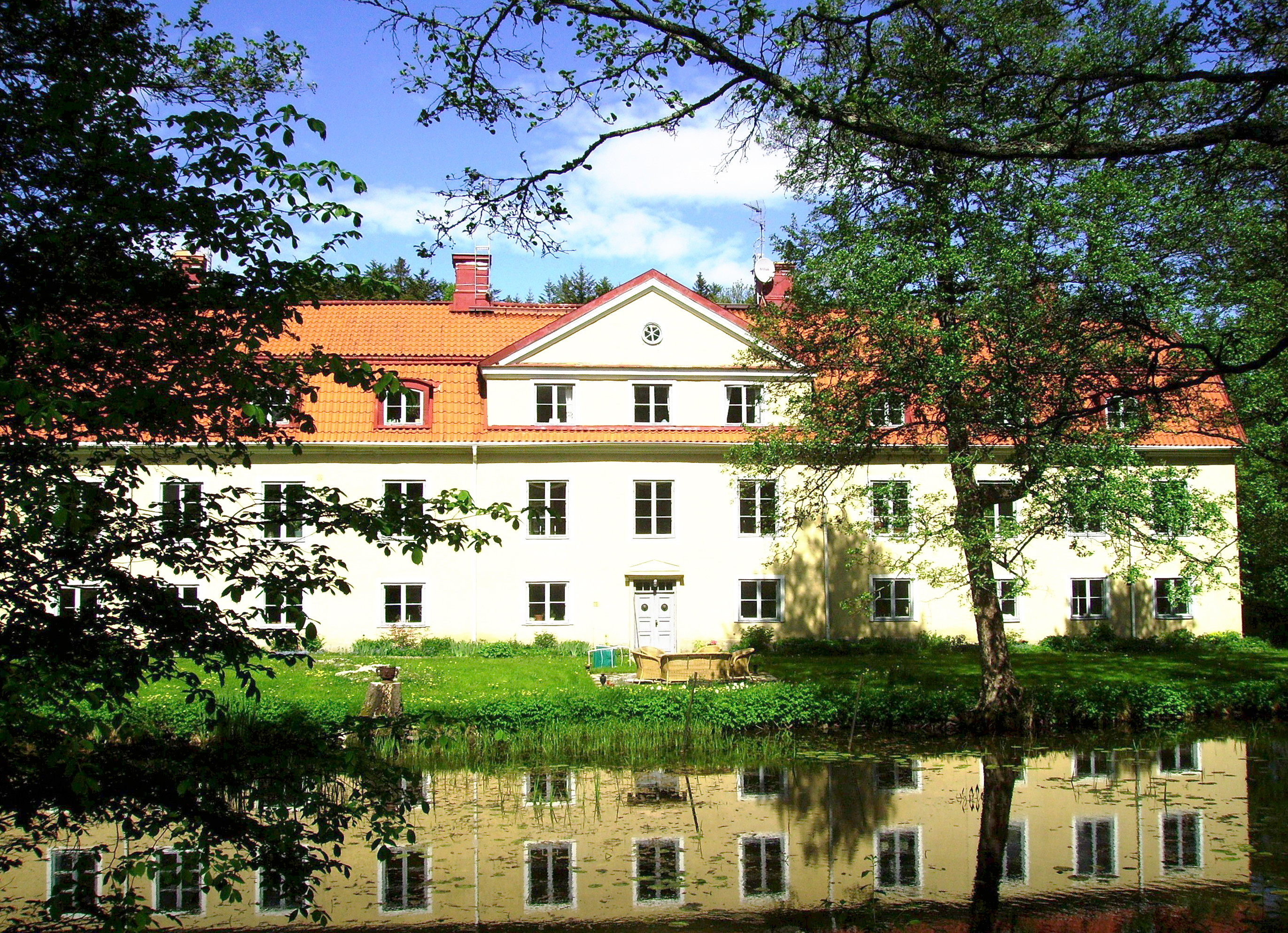
Ehrendals huvudbyggnad

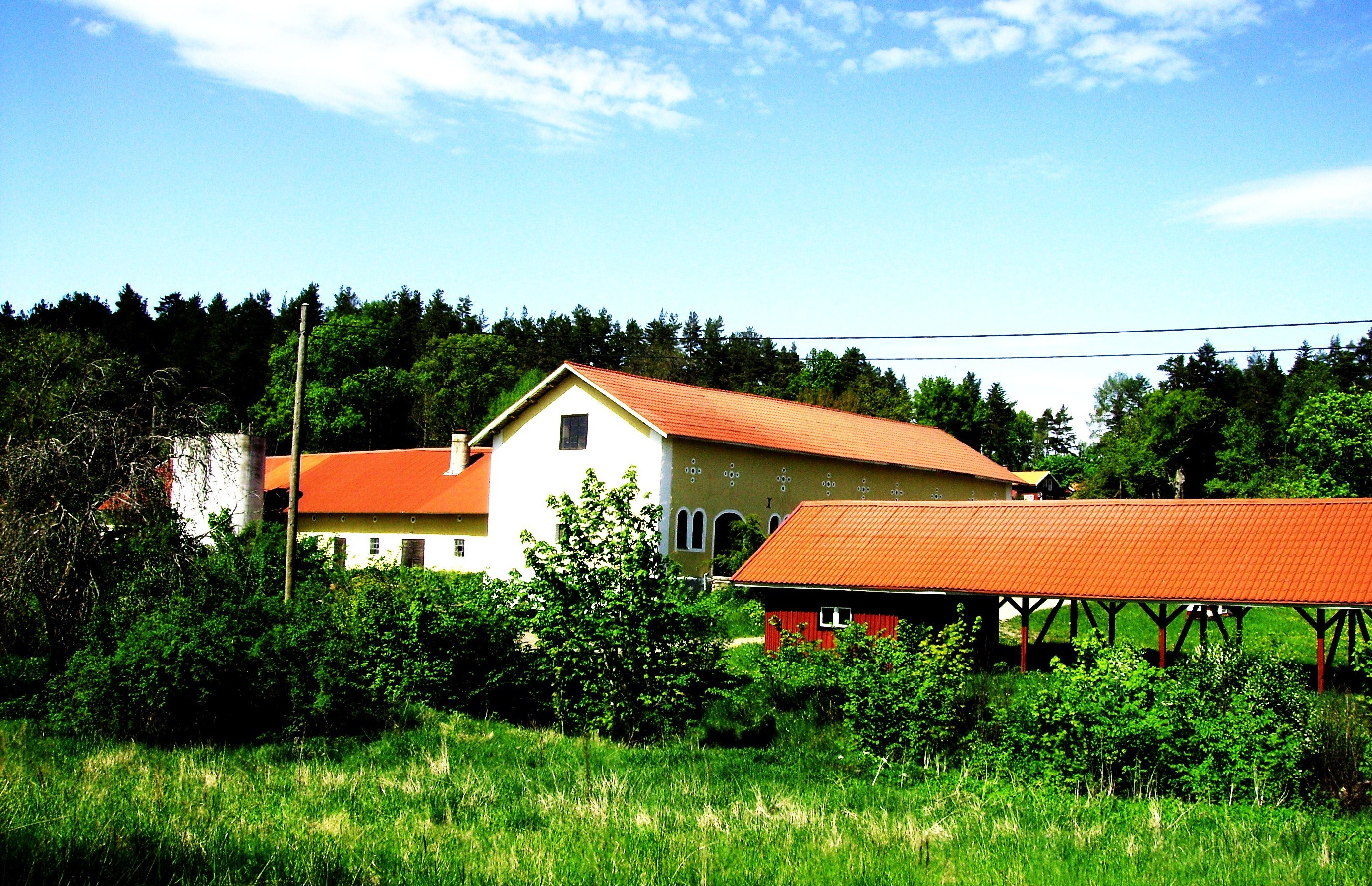
Ehrendal

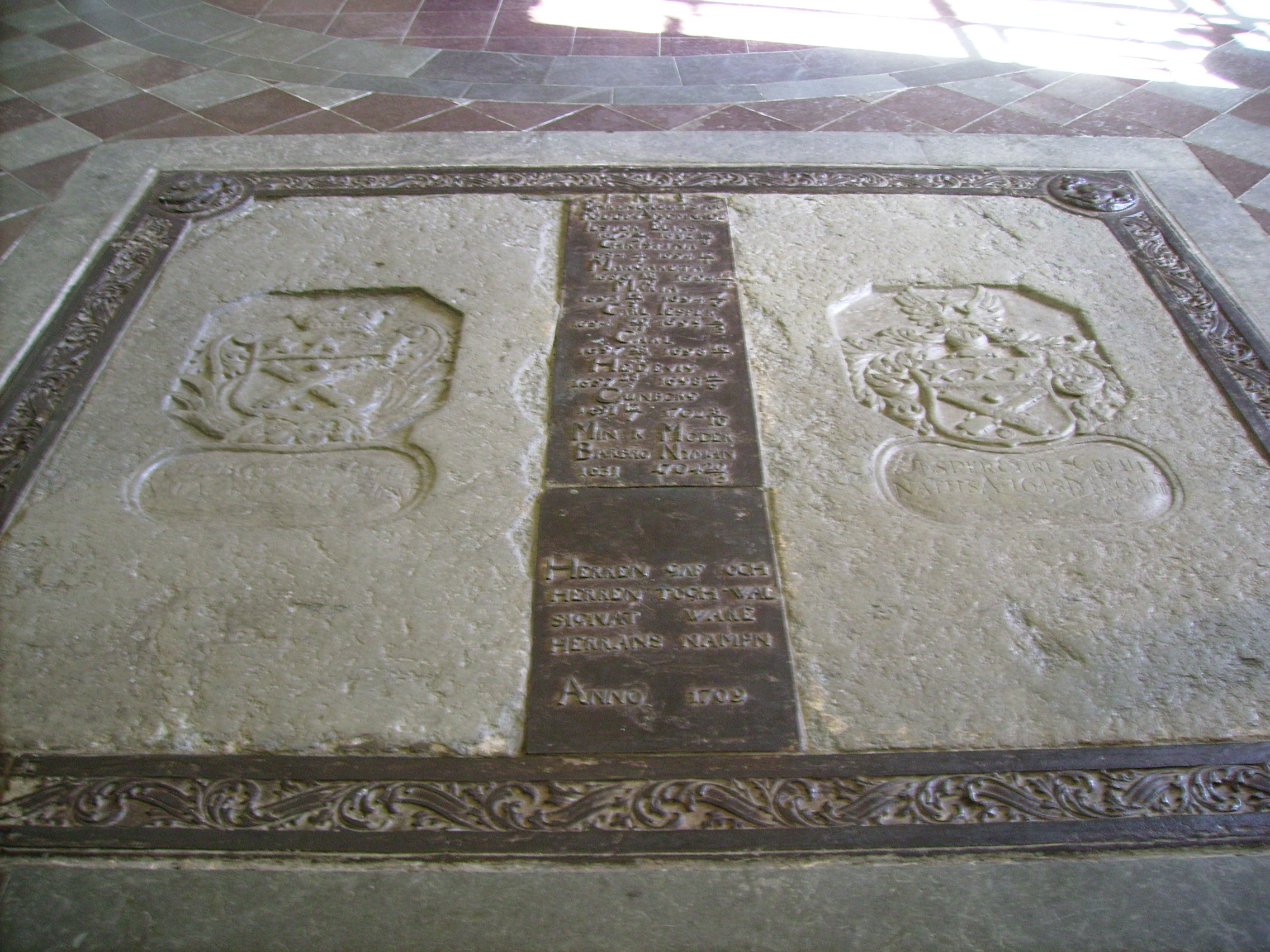
Ehrencreutz familjegrav mitt i korgolvet i Frustuna kyrka. Gravvården består av två kalkstenshällar inom ett dekorerat ramverk av gjutjärn. Gjutjärnsramen är säkerligen tillverkad av Ehrendal. I graven återfinns Jesper Eliaeson, hans maka Gunborg Thomasdotter Andesén († 1722), hans mor och åtta barn, vilka ej nådde mogen ålder. Mars 2009.

Ehrendal är ett förutvarande järnbruk och styckebruk i Frustuna socken i Gnesta kommun.

## Historik
Där Ehrendal ligger fanns före 1690 ett litet torpställe, Sågartorp. En ung dalkarl, Jesper Eliasson, anlade ett mindre bruk, Lundholms bruk, vid Trönsjön. 1690 beviljades hans ansökan av Bergskollegium att få flytta bruket till Sågartorp där han byggde upp ett stort bruk med kanongjuteri.
Dessa kanoner blev välkända och användes bl.a. av den svenska krigsmakten. 1695 adlades Eliasson och fick namnet Ehrencreutz och samtidigt bytte han namn på Sågartorp till Ehrendal. Tillsammans med de omkring 150 anställda vid bruket samt alla som var verksamma i skogarna eller de många lantbruk som hörde till Ehrendal gav bruket försörjning till flera hundra människor. Alla dessa små och stora gårdar som hörde till Ehrendal avstyckades successivt från huvudgården.
År 1803 stängdes masugnen och rörelsen fick en annan inriktning. Tillverkningen lades om till hushålls- och lantbruksutrustningar. Sedan har den verksamheten avslutats eller förändrats för att upphöra runt sekelskiftet 1900.
Efter bruks- och gjuteriverksamheten har det även förekommit andra produktioner vid Ehrendal. Åren 1923-1942 fanns till exempel Nordens största pälsdjursfarm där och det av blå- och silverräv som föddes upp.
På Armémuseum i Stockholm finns nio kanoner från Ehrendal. Även på Skansen, på museer i Köpenhamn och Malmö finns ehrendalskanoner samt på borggården vid Uppsala slott och vid Torups slott i Skåne. De finns även i Amerika. När man i farvattnen utanför Beaufort, North Carolina bärgade kanoner från skeppsvraket Queen Anne's Revenge, som seglades av sjörövaren "Kapten Svartskägg", fann man att flera av kanonerna var tillverkade på Erendals Styckebruk år 1713. Kanonerna har identifierats av museiintendenten Thomas Roth på Armémuseum genom märkningen på kanonrören.
Beträffande kanonen vid Uppsala slott finns det på borggården en staty av Gustav Vasa som bärs upp av 4 kanoner, 3 från Ehrendal och 1 från Åkers styckebruk.

## Ehrencreutz
Adelsätten Ehrencreutz blev bara drygt 80 år gammal och dog ut efter tre generationer. Stamfadern Jesper Benjamin Ehrencreutz föddes 1648 på Malingsbo bruk i Kopparbergs län, död 1722 på Ehrendal. Han var son till en bruksbokhållare, Elias Jespersson. Jesper Ehrencreutz vilar under golvet framför altaret i Frustuna kyrka tillsammans med sin hustru, sin mor och 8 av sina 17 barn. De åtta barnen var alla under 10 år och de övriga nio avled också i unga år, en genom drunkning och två i krig. Efter Jespers sons, Johans, död 1763, ärvde dennes ende son Jesper Benjamin Ehrencreutz d.y. egendomen, men dog ogift och barnlös 1774.